# Targa Florio 1928

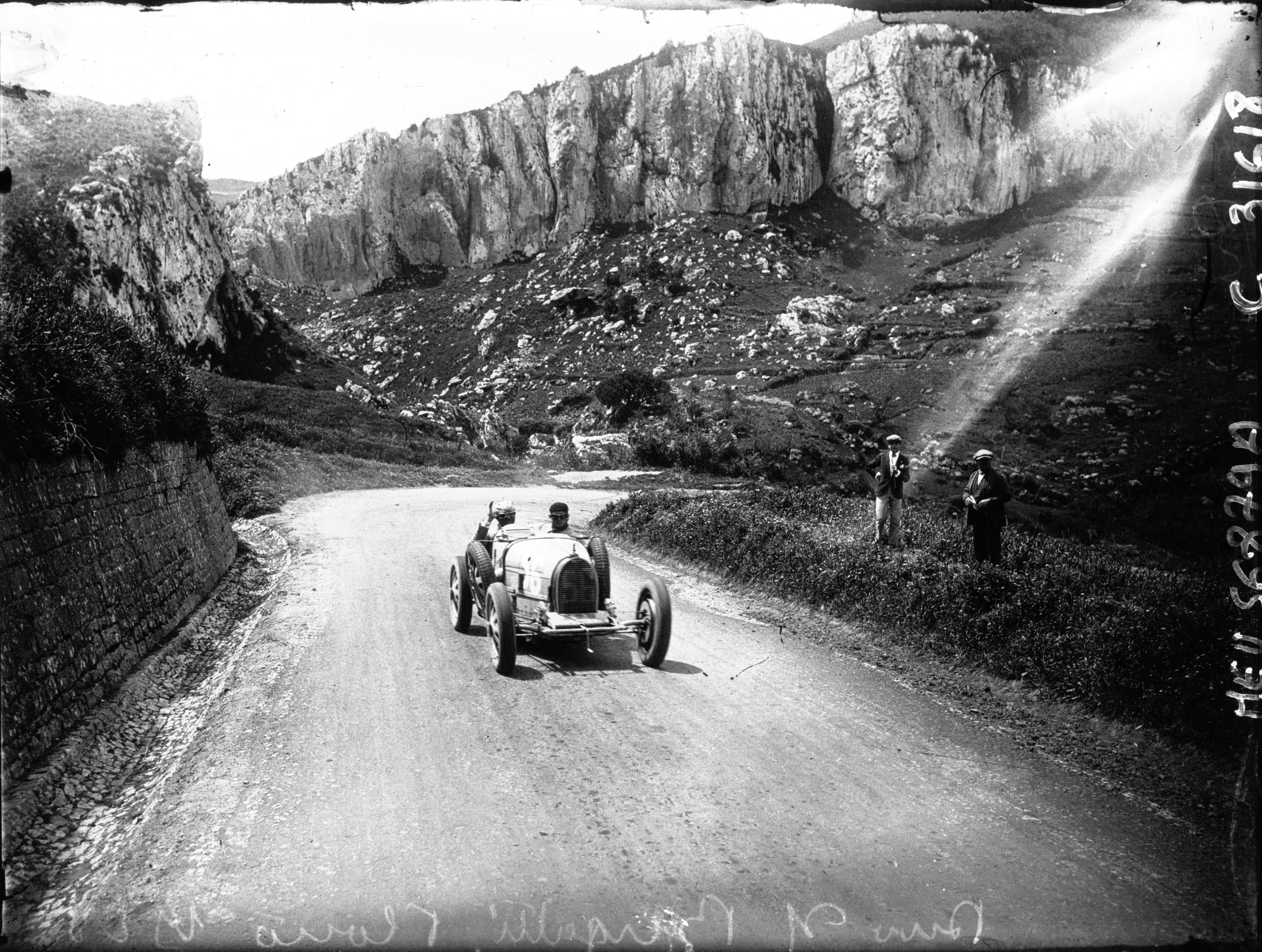
Albert Divo auf einer der sizilianischen Bergstraßen

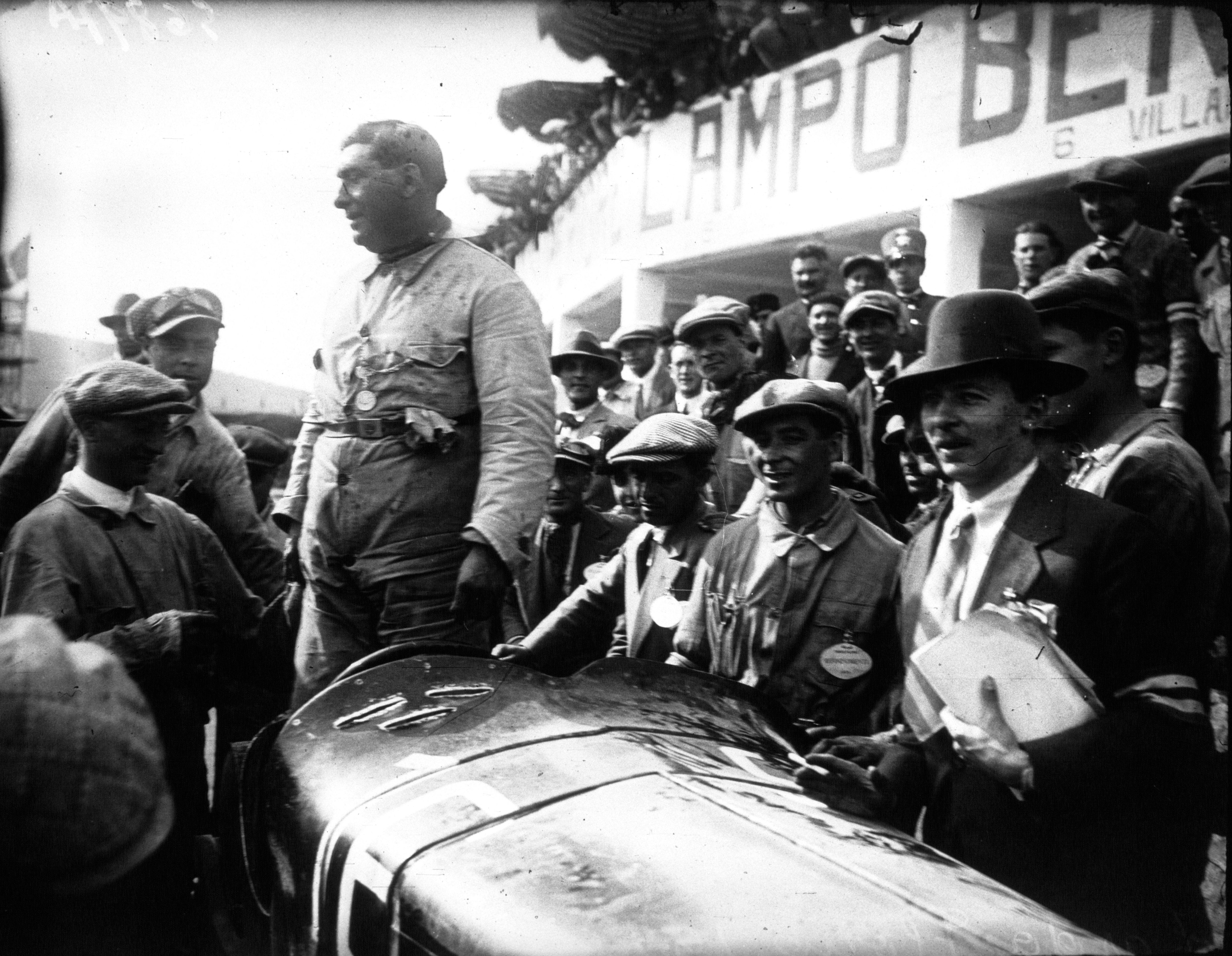
Giuseppe Campari nach seiner Zielankunft, als er sich schon als Gesamtsieger wähnte

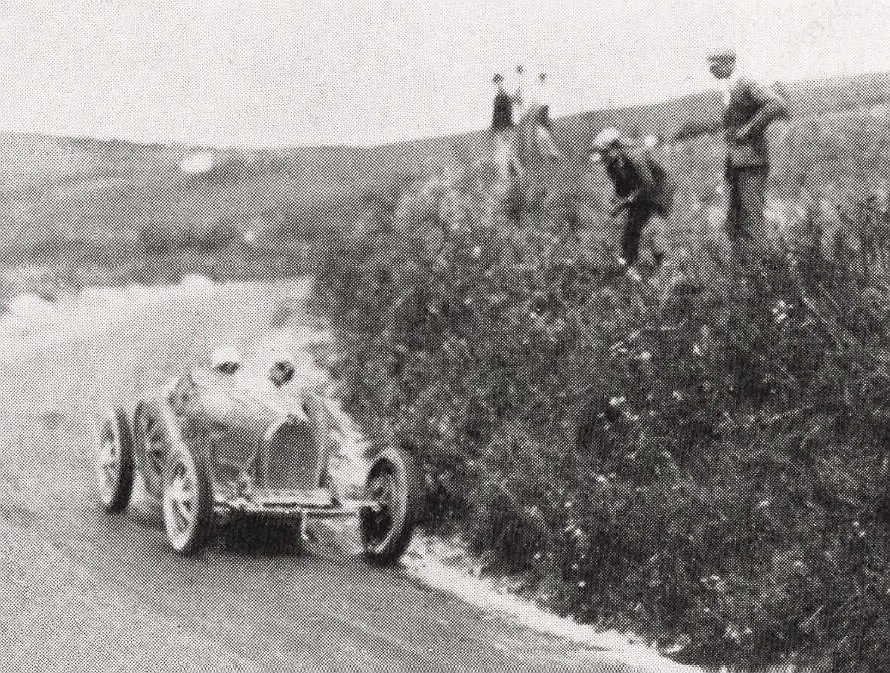
Eliška Junková in ihrem Bugatti T35B auf dem Weg zum fünften Gesamtrang

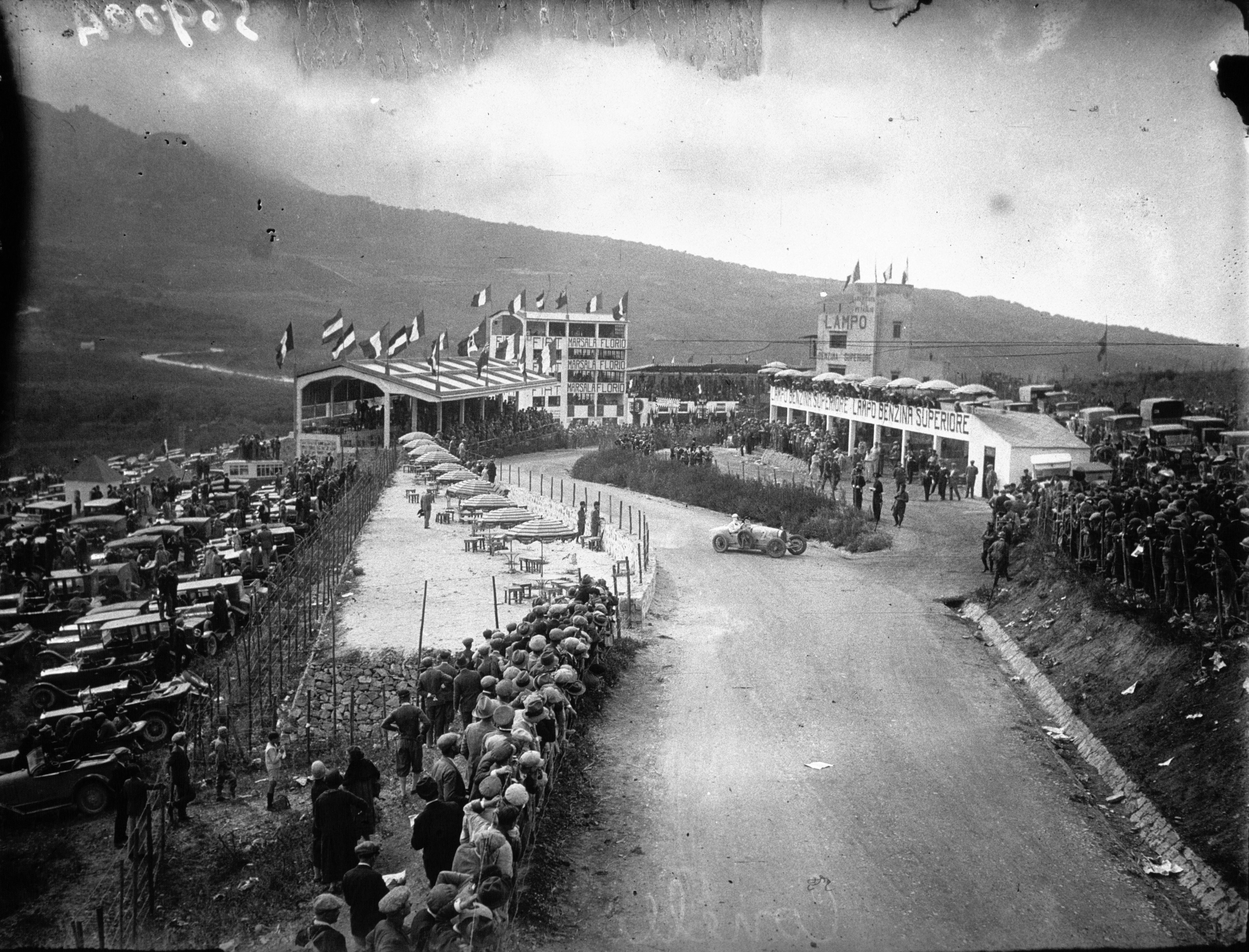
Der drittplatzierte Caberto Conelli bei der Anfahrt zum Boxenstopp

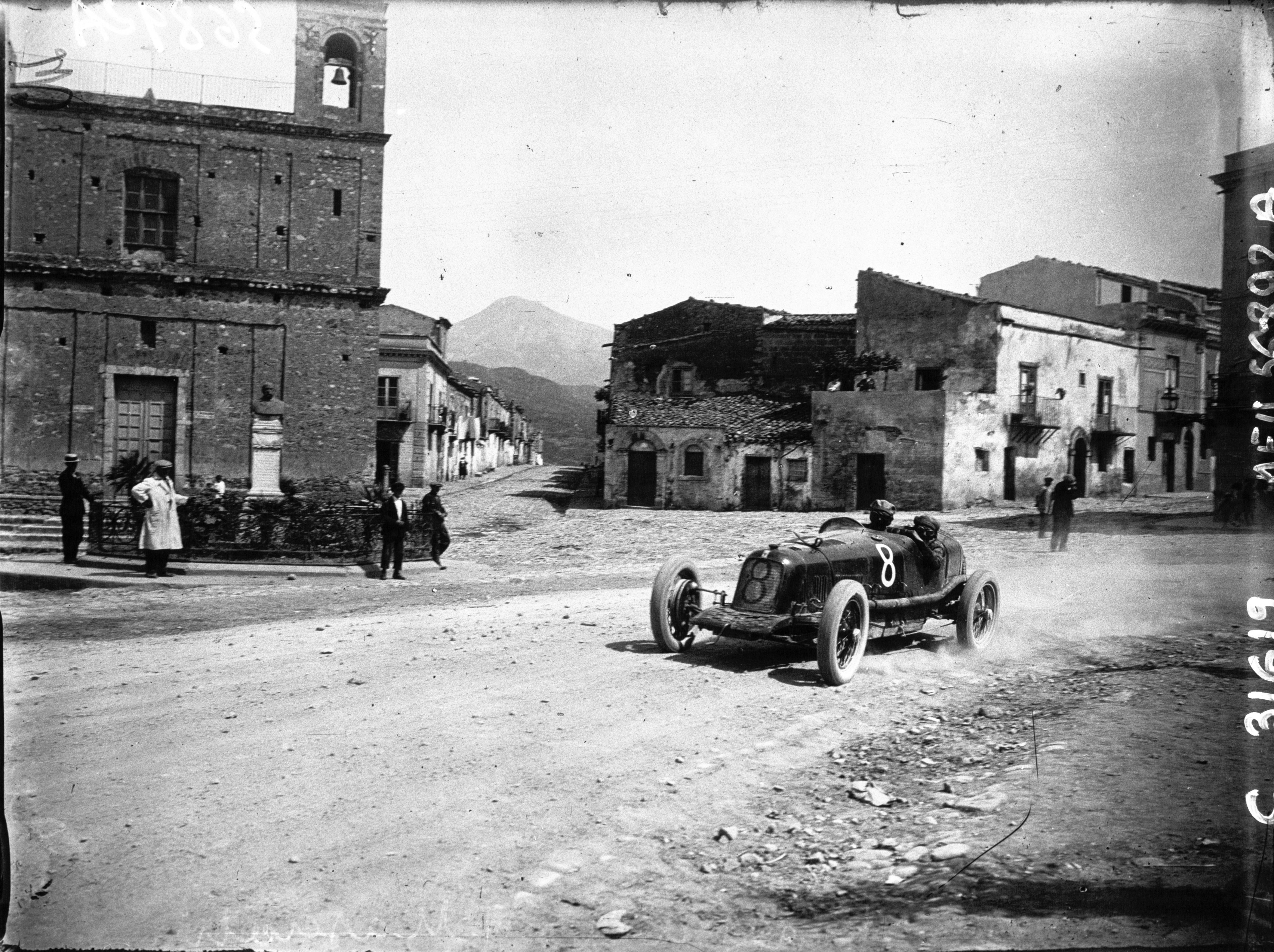
Luigi Fagioli im Maserati 26

Die 19. Targa Florio, auch XIX Targa Florio, war ein Straßenrennen auf Sizilien und fand am 6. Mai 1928 statt.

## Das Rennen

### Teams, Hersteller und Fahrer
1927 waren bei der seit 1906 veranstalteten Targa Florio 24 Fahrzeuge gemeldet, eine Anzahl an Startern, die sich 1928 beinahe verdoppelte. Das Gros der 41 Meldungen stellte der französische Automobilhersteller Bugatti. Unter den 20 Fahrzeugen aus Molsheim befanden sich fünf Werkswagen für die Fahrer Caberto Conelli, Ferdinando Minoia, Louis Chiron, Gastone Brilli-Peri und Albert Divo. In der ursprünglichen Planung von Bugatti-Rennleiter Meo Costantini, der die Targa Florio 1925 und 1926 gewonnen hatte, war Pietro Bordino der fünfte Werksfahrer. Bordinos berufliches Leben und seine Fahrerkarriere waren eng mit Fiat verbunden. Nachdem Fiat die Rennaktivitäten 1927 fast eingestellt und für die Saison 1928 keine Rennen geplant hatte, war Bordino für dieses Jahr vertragsfrei. Meo Costantini ließ keine Zeit verstreichen und verpflichtete den neben Felice Nazzaro populärsten italienischen Fahrer für Bugatti. Bordino sollte bei der Mille Miglia, beim Circuito di Alessandria und der Targa Florio starten. Nach einer enttäuschenden Mille-Miglia-Teilnahme, wo er im Bugatti T43 nur Gesamtsechzehnter wurde, verunglückte er drei Wochen vor der Targa Florio beim Straßenrennen in Alessandria tödlich. Jetzt wäre eigentlich Tazio Nuvolari am Zug gewesen, der sich zu Beginn des Jahres mit Constantini auf einen Werkseinsatz bei der Targa Florio geeinigt hatte. Gegen den ausdrücklichen Wunsch von Constantini startete Nuvolari mit seinem privaten Bugatti beim Circuito di Alessandria, um das beträchtliche Preisgeld zu kassieren (Nuvolari gewann das Rennen). Constantini war über diese arrogant zur Schau gestellte Unabhängigkeit so erbost, dass er Nuvolari den Werkswagen verweigerte. „Ich werde einfach mit meinem eigenen Wagen starten, um Constantini zu zeigen, dass er einen Fehler gemacht hat“, schrieb Nuvolari an seinen Teammitbesitzer Achille Varzi (der Jahre später sein erbitterter Gegner wurde). Constantini verpflichtete daraufhin zwölf Tage vor dem Rennen Albert Divo, der trotz mangelnder Streckenkenntnisse schnell zusagte. 
Die Rückkehr zur Targa Florio vollzog die Rennleitung von Alfa Romeo. Vittorio Jano ließ das Siegerwagenmodell der Mille Miglia, den Alfa Romeo 6C, für die Targa umbauen. Um Gewicht zu sparen, wurde die hintere Wagenverkleidung abgebaut, wodurch der Treibstofftank frei lag, auf dem das Reserverad montiert war. Den Sitz für den Beifahrer baute man aus, um Platz für einen zusätzlichen Öltank und Ersatzbatterien zu schaffen. Die Wagen steuerten der Mille-Miglia-Sieger 1928 Giuseppe Campari und Alfa-Romeo-Testfahrer Attilio Marinoni. Das dritte Werksteam war Maserati. Baconin Borzacchini, der bisher immer in der 1,1-Liter-Klasse am Start war, fuhr einen Tipo 26 mit 1,5-Liter-Kompressor-Achtzylindermotor. Ein 2-Liter-26B wurde für Ernesto Maserati vorbereitet.
In der Gruppe der Privatfahrer befanden sich neben Tazio Nuvolari, René Dreyfus, Luigi Fagioli und Giulio Foresti auch zwei Frauen. Die Tschechoslowakin Eliška Junková (im deutschsprachigen Raum als Elisabeth Junek bekannt) und die deutsche Gräfin Margot von Einsiedel. Junková hatte 1927 eine starke fahrerische Leistung gezeigt, als sie bis zum Ausfall in der zweiten Runde an der vierten Stelle lag. Wie 1927 steuerte sie ihren privaten Bugatti. Margot von Einsiedel war eine schillernde Figur der 1920er-Jahre mit engen Kontakten zum Heiligen Stuhl in Rom. Neben Erfolgen bei Bergrennen flog sie mit Ernst Udet mehrmals über die Alpen.

### Der Rennverlauf
Weil die Straßen durch anhaltendes trockenes Wetter im Frühjahr sehr verfestigt waren, wurde das Startintervall von fünf auf zwei Minuten verkürzt. Die Fahrzeuge gingen in der Reihenfolge ihrer Startnummern von den kleinen Hubraumklassen aufwärts am Renntag ab 8 Uhr in der Früh ins Rennen. Das präzise Einhalten des Intervalls gelang den Organisatoren wie in den Jahren davor auch 1928 nicht. Zwischen dem um 08:04 Uhr losgeschickten Vincenzo Verso und dem nachfolgenden Luigi Fagioli lagen nicht zwei, sondern vier Minuten. Die erste der fünf zu fahrenden Runden dominierte Gastone Brilli-Peri im Werks-Bugatti, der jedoch wenige Kilometer vor dem Überfahren der Start-und-Ziel-Linie mit einer gebrochenen Vorderradaufhängung ausfiel. Im Klassement lagen die ersten drei Fahrer innerhalb von sechs Sekunden. Hinter Louis Chiron, Giuseppe Campari und Albert Divo lag Eliška Junková mit einem Rückstand von knapp 30 Sekunden erneut an der vierten Stelle. 
Mit dem Ende der zweiten Runde gab es wesentliche Veränderungen in der Wertung. Mit Eliška Junková führte zum ersten Mal in der Geschichte der Targa Florio eine Frau das Rennen an. Junková erwies sich in den folgenden Runden als zähe Gegnerin der beiden Bugatti-Piloten Divo und Conelli und des Alfa Romeos von Giuseppe Campari. Campari lag nach dem Ende der dritten Runde in Führung, der Vorsprung auf Junková betrug nur zwei Minuten. 
Als Campari in der vierten Runde einen Reifenschaden hatte, zeigte sich der Vorteil seines gewichtbefreiten Alfa Romeo. Obwohl er elf Kilometer auf der Felge fahren musste, verlor er nur eine Minute auf die nach wie vor an der zweiten Stelle fahrende Junková. Die Rennleitung von Alfa Romeo hatte rund um die Strecke mehrere Servicestationen einrichten lassen, die durch provisorisch verlegte Telefonleitungen verbunden waren. Von dort meldeten Servicemitarbeiter Zwischenbestzeiten für Campari in der fünften Runde. Als er ins Ziel kam, wurde er bereits als Sieger gefeiert. Junková und Divo waren allerdings 40 Minuten nach Campari gestartet und es wäre geboten gewesen, deren Zielankünfte abzuwarten. Außerdem ermittelten die Alfa-Romeo-Mitarbeiter nur die Zeiten der eigenen Werkspiloten und keine der Konkurrenz. Als Albert Divo durchs Ziel fuhr, war er um 1 Minute und 37 Sekunden schneller als Campari. Kurz davor war bereits Caberto Conelli bis auf knapp zwei Minuten an Campari herangekommen. Die Enttäuschung bei Campari und der Alfa-Romeo-Teamleitung war groß. Eliška Junková verlor ihre Siegchance durch eine defekte Motorkühlung und erreichte langsam fahrend als Fünfte das Ziel. Margot von Einsiedel platzierte sich als Zwölfte. 
Wie in allen Jahren davor waren die Fahrer und Fahrerinnen nach dem Rennen völlig erschöpft. Targa-Forio-Gründer Vincenzo Florio erklärte dazu am Rennabend: „Das war nun die 19. Targa Florio und ich habe noch keinen Teilnehmer gesehen, der nach fünf Runden gerne weitergefahren wäre.“

## Ergebnisse

### Schlussklassement
| 1               | Kategorie IV  | 56 | Automobiles Ettore Bugatti | Albert Divo          | Bugatti T35B           | 7:20:56,600 |
| 2               | Kategorie II  | 16 | SA Ital. Ing. Nicola Romeo | Giuseppe Campari     | Alfa Romeo 6C-1500 MMS | 7:22:33,600 |
| 3               | Kategorie II  | 24 | Automobiles Ettore Bugatti | Caberto Conelli      | Bugatti T37A           | 7:22:50,000 |
| 4               | Kategorie III | 40 | Automobiles Ettore Bugatti | Louis Chiron         | Bugatti T37C           | 7:27:22,400 |
| 5               | Kategorie IV  | 58 | Eliška Junková             | Eliška Junková       | Bugatti T35B           | 7:29:40,200 |
| 6               | Kategorie II  | 32 | Automobiles Ettore Bugatti | Ferdinando Minoia    | Bugatti T37A           | 7:40:21,600 |
| 7               | Kategorie II  | 8  | Luigi Fagioli              | Luigi Fagioli        | Maserati 26            | 7:43:25,000 |
| 8               | Kategorie II  | 12 | René Dreyfus               | René Dreyfus         | Bugatti T37A           | 7:53:53,600 |
| 9               | Kategorie IV  | 53 | Mario Lepori               | Mario Lepori         | Bugatti T35B           | 7:54:05,000 |
| 10              | Kategorie III | 42 | Giulio Foresti             | Giulio Foresti       | Bugatti T35C           | 8:09:39,000 |
| 11              | Kategorie III | 38 | Officine Alfieri Maserati  | Ernesto Maserati     | Maserati 26B           | 8:21:12,400 |
| 12              | Kategorie II  | 22 | Countess von Einsiedel     | Margot von Einsiedel | Bugatti T37A           | 8:21:25,600 |
| Nicht klassiert |               |    |                            |                      |                        |             |
| 13              | Kategorie III | 48 | Diego de Sterlich          | Diego de Sterlich    | Maserati 26B MM        | 8:35:27,000 |
| Ausgefallen     |               |    |                            |                      |                        |             |
| 14              | Kategorie II  | 30 | SA Ital. Ing. Nicola Romeo | Attilio Marinoni     | Alfa Romeo 6C-1500 MMS |             |
| 15              | Kategorie II  | 26 | Giovanni Scianna           | Giovanni Scianna     | Bugatti T37            |             |
| 16              | Kategorie IV  | 54 | Huldreich Heusser          | Huldreich Heusser    | Bugatti T35B           |             |
| 17              | Kategorie III | 36 | Scuderia Materassi         | Emilio Materassi     | Bugatti T35C           |             |
| 18              | Kategorie III | 34 | Officine Alfieri Maserati  | Baconin Borzacchini  | Maserati 26B           |             |
| 19              | Kategorie V   | 60 | Saverio Candrilli          | Saverio Candrilli    | Steyr VI               |             |
| 20              | Kategorie II  | 14 | Pietro di Villarosa        | Pietro di Villarosa  | Bugatti T37            |             |
| 21              | Kategorie IV  | 62 | Amedeo Sillitti            | Amedeo Sillitti      | Alfa Romeo RL          |             |
| 22              | Kategorie II  | 20 | Salvatore Marano           | Salvatore Marano     | Maserati 26            |             |
| 23              | Kategorie III | 46 | Scuderia Nuvolari          | Tazio Nuvolari       | Bugatti T35C           |             |
| 24              | Kategorie II  | 4  | Cleto Nenzioni             | Cleto Nenzioni       | Bugatti T37A           |             |
| 25              | Kategorie II  | 6  | Vincenzo Verso             | Vincenzo Verso       | Bugatti T37            |             |
| 26              | Kategorie II  | 2  | Giuseppe Inglese           | Giuseppe Inglese     | Bugatti T37            |             |
| 27              | Kategorie III | 50 | Automobiles Ettore Bugatti | Gastone Brilli-Peri  | Bugatti T35C           |             |

### Schlussklassement Kategorie I
| 1 (28)      | Kategorie I | 70 | Eugenio Riccioli              | Eugenio Riccioli                      | Fiat 509S            | 5:15:23,200 |
| 2 (29)      | Kategorie I | 78 | Ezio Rallo                    | Ezio Rallo                            | Fiat 509S            | 5:58:35,800 |
| Ausgefallen |             |    |                               |                                       |                      |             |
| 3 (30)      | Kategorie I | 68 | Prince Francesco di Sirignano | Francesco di Sirignano Mario Esposito | Camen                |             |
| 4 (31)      | Kategorie I | 82 | Giorgio Ciolino               | Giorgio Ciolino                       | San Giorgio Fiat 509 |             |
| 5 (32)      | Kategorie I | 74 | Salvatore Casano              | Salvatore Casano                      | Salmson              |             |
| 6 (33)      | Kategorie I | 76 | Clemente Biondetti            | Clemente Biondetti                    | Salmson              |             |
| 7 (34)      | Kategorie I | 64 | Antonio Zanelli               | Antonio Zanelli                       | Fiat 509S            |             |
| 8 (35)      | Kategorie I | 66 | Giocchino Vigo                | Giocchino Vigo                        | Fiat 509S            |             |
| 9 (36)      | Kategorie I | 72 | Guglielmo Esposito            | Guglielmo Esposito                    | Camen                |             |

### Nur in der Meldeliste
Hier finden sich Teams, Fahrer und Fahrzeuge, die ursprünglich für das Rennen gemeldet waren, aber nicht daran teilnahmen.
| Pos. | Klasse        | Nr. | Team                       | Fahrer             | Chassis            |
| ---- | ------------- | --- | -------------------------- | ------------------ | ------------------ |
| 37   | Kategorie II  | 10  | Gioacchino Cocuzza         | Gioacchino Cocuzza | Bugatti T37A       |
| 38   | Kategorie II  | 16  | Giuseppe Vittoria          | Giuseppe Vittoria  | Maserati 26        |
| 39   | Kategorie II  | 28  | SA Ital. Ing. Nicola Romeo |                    | Alfa Romeo 6C-1500 |
| 40   | Kategorie III | 44  | Cesare Pastore             | Cesare Pastore     | Bugatti T35C       |
| 41   | Kategorie I   | 80  | Luigi Fagioli              | Erminio Fagioli    | Salmson            |

### Klassensieger
| Klasse        | Fahrer                  | Fahrzeug               | Platzierung im Gesamtklassement |
| ------------- | ----------------------- | ---------------------- | ------------------------------- |
| Kategorie II  | Giuseppe Campari        | Alfa Romeo 6C-1500 MMS | Rang 2                          |
| Kategorie III | Louis Chiron            | Bugatti T37C           | Rang 4                          |
| Kategorie IV  | Albert Divo             | Bugatti T35B           | Gesamtsieg                      |
| Kategorie V   | kein Teilnehmer im Ziel |                        |                                 |

### Klassensieger Kategorie I
| Klasse      | Fahrer           | Fahrzeug  | Platzierung im Gesamtklassement |
| ----------- | ---------------- | --------- | ------------------------------- |
| Kategorie I | Eugenio Riccioli | Fiat 509S | Klassensieg                     |

### Renndaten
- Gemeldet: 41
- Gestartet: 36
- Gewertet: 14
- Rennklassen: 5
- Zuschauer: unbekannt
- Wetter am Renntag: trocken und heiß
- Streckenlänge: 108,000 km
- Fahrzeit des Siegerteams: 7:20:56,600 Stunden
- Gesamtrunden des Siegerteams: 5
- Gesamtdistanz des Siegerteams: 540,000 km
- Siegerschnitt: 73,478 km/h
- Schnellste Trainingszeit: keine
- Schnellste Rennrunde: Louis Chiron – Bugatti T35C (#40) – 1:26:29,000 = 74,927 km/h
- Rennserie: zählte zu keiner Rennserie